# Google Finance
Google Finance ou Google Financeiro é um serviço que apresenta a informações sobre empresas incluindo suas últimas decisões e também suas ações com um código em JavaScript que permite a visualização das ações no momento. Foi lançado em 21 de Março de 2006 e atualmente está em versão beta.